# احمد گلچین معانی
احمد گلچین معانی (۱۸ دی ۱۲۹۵ – ۱۶ اردیبهشت ۱۳۷۹) شاعر، نویسنده و پژوهشگر ایرانی بود.

## زندگی
احمد گلچین معانی در ۱۸ دی ۱۲۹۵، در تهران زاده‌شد. پس از طی تحصیلات، در ۱۳۱۳، به استخدام وزارت دادگستری درآمد و تا ۱۳۳۸ در آنجا مشغول به‌کار شد. او از ۱۳۳۰ در کتابخانهٔ ملی نیز خدمت می کرد و بعد از ۱۳۳۸ به‌طور تمام‌وقت در کتابخانهٔ مجلس مشغول شد. در ۱۳۴۲ به دعوت نایب‌التویه آستان قدس رضوی، برای تنظیم فهرست کتب خطی آنجا، به مشهد مهاجرت کرد و وی در حین خدمت دولت به تحصیل ادامه داد و از محضر استادان مختلف بهره برد.
احمد گلچین معانی در ۱۳۵۶ برای تدریس در دورهٔ فوق لیسانس و دکتری زبان و ادبیات فارسی در دانشگاه مشهد دعوت شد. گلچین از سیزده‌سالگی شروع به سرودن شعر کرد و در پانزده‌سالگی رسماً به وادی شعر قدم نهاد و آثارش در روزنامه‌های نسیم شمال و توفیق انتشار یافت.
گلچین معانی با امیری فیروزکوهی و رهی معیری معاشرت و مصاحبت داشت. 
وی در ۱۳۱۴ به انجمن ادبی حکیم نظامی پیوست و با وحید دستگردی همکاری نمود. در آن انجمن، علاوه بر شعرخوانی، خمسۀ نظامی مقابله و تصحیح می‌شد.
گلچین معانی مقالات ادبی، تاریخی و کتاب‌شناسی زیادی در مجلات مختلف از جمله "ارمغان" ، "مهر" ، "دانش" ، "یغما" ، "سپاهان" ، "راهنمای کتاب" و غیره نوشته است.

## درگذشت
گلچین معانی در ۱۶ اردیبهشت ۱۳۷۹ در مشهد درگذشت. پیکر او در مقبرةالشعرای آرامگاه فردوسی به خاک سپرده شد.

## مجموعه اشعار
مجموعه اشعار گلچین معانی ۱۰۰۰۰ بیت است. دیوان گلچین شامل غزلیات، قصاید، ترکیبات، مقطعات، مثنویات، رباعیات، مراثی و تواریخ، اخوانیات، مطایبات، فکاهیات و متفرقات است.

### فهرست‌نویسی
- فهرست مجموعه‌های خطی کتابخانهٔ مجلس
- فهرست قسمتی از کتب خطی کتابخانه عبدالحسین بیات
- چند مجلد از فهرست کتابخانۀ مجلس شورای ملی.

### تصحیح
- تصحیح لطائف الطوائف تالیف فخرالدین علی صفی بیهقی.
- تصحیح و تکمیل تذکرهٔ میخانه عبدالنبی فخرالزمانی قزوینی
- تصحیح تذکره منظوم رشحه سرودۀ محمد باقر رشحۀ اصفهانی
- تصحیح تاریخ ملازاده در ذکر مزارات بخارا
- تصحیح تذکرۀ میخانه تالیف ملا عبدالنبی فخرالزمانی قزوینی
- تصحیح کنوز الاسرار و رموز الاحرار.